# Самойлов, Марк Самойлович
Марк Самойлович Самойлов (Марк Самуилович Лившиц; 29 января 1937 — 28 ноября 2011) — советский и российский композитор, автор музыки к фильмам, спектаклям (более 40), опереттам, музыкальным комедиям, мюзиклам, водевилям, эстрадным песням. Заслуженный деятель искусств России, лауреат международных и всероссийских конкурсов («Вселенная, отзовись!» и др.), член Союза композиторов России.
Закончил Ленинградскую консерваторию, класс народного артиста РСФСР профессора Вадима Николаевича Салманова.
Друг, единственный ученик и постоянный аранжировщик произведений народного артиста Советского Союза Василия Павловича Соловьева-Седого.

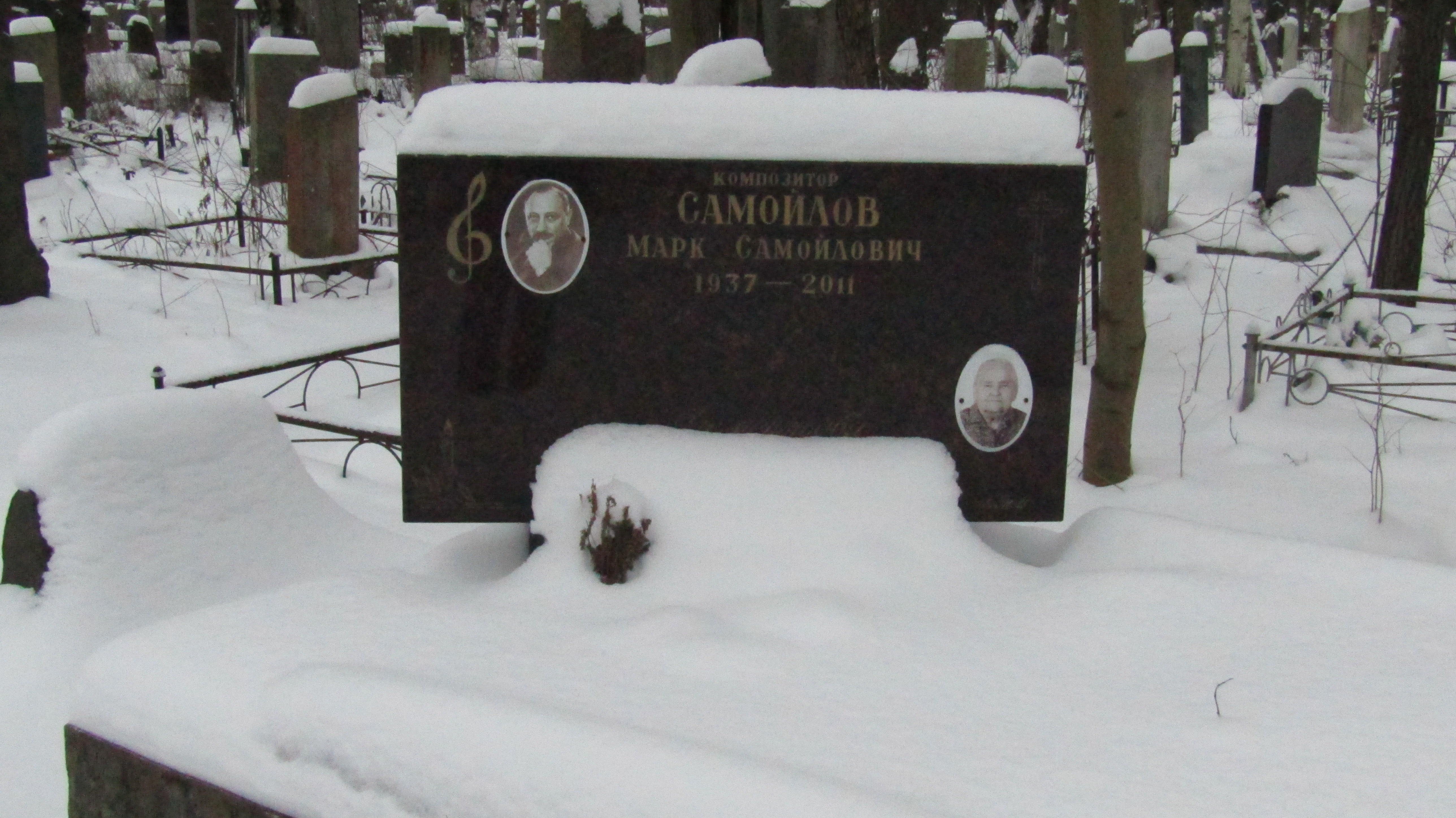
Могила Самойлова М. С. Кладбище Памяти жертв 9-го января, Санкт-Петербург.

Скончался в Санкт-Петербурге 28 ноября 2011 года, на 75-м году жизни. Похоронен в Санкт-Петербурге на кладбище Памяти жертв 9-го января.

## Творчество

### Музыка к фильмам
- Если есть паруса (1969)
- Валерка, Рэмка +… (1970)
- Тигры на льду (1971)
- Лапа (1991)

### Произведения для музыкального театра
- Анна Каренина. Страсть (2009)
- Астрономия любви (Безымянная звезда) (2005)
- Верка и алые паруса (Верка, Надежда, Любовь), музыкальная комедия в трёх действиях (под фамилией Лившиц, в соавторстве с Михаилом Петровым (Михайловым)[1] и Георгием Портновым, пьеса Константина Григорьева, 1967)
- Два бойца (2009)
- Дворец прекрасной дамы (Дорогая Памела[2][3] / Странная миссис Кронки / Не пришить ли нам старушку? и др. названия), мюзикл в двух действиях (либретто Владимира Валового и Юрия Дынова по пьесе Дж. Патрика, 1985)
- Дон Жуан в Севилье (1971)
- Калина красная (2011)
- Любовь к трём чемоданам (Оскар) (1993)
- Лёгкая жизнь (1985)
- Небесный тихоход (Я люблю тебя, эскадрилья) (1995)
- Ограбление в полночь (1968)
- Прелести измены (1997)
- Страсти по Алладину (1995)
- Страсти святого Микаэля (Комедианты), музыкальная комедия в трёх действиях (пьеса Игоря Беляева и Валентина Валового, стихи Юрия Дынова[4], 1982)